# العمارة الجنائية
العمارة الجنائية (بالإنجليزية: Forensic Architecture)‏ هي مجموعة بحثيّة متعددة التخصصات مقرها في كلية جولدسميث التابعة لجامعة لندن. وهي تعتمد على التكتولوجيا والتقنيات المعمارية للتحقيق في انتهاكات حقوق الإنسان والعنف الحكومي في جميع أرجاء العالم. يقود المجموعة المهندس المعماري الإسرائيلي أيال ويزمان، والذي حصل على جائزة بيبودي نتيجة تأسيسه لهذه المجموعة.
تعمل الوكالة على تطوير تقنيات إثبات جرائم جديدة، كما وتتولى إجراء أبحاث معمارية وإعلامية متقدمةويتركز عملها مع المجتمعات المتضررة من عنف الدولة، وتعمل بشكل روتيني بالشراكة مع المدعين العامين الدوليين ومنظمات حقوق الإنسان وجماعات العدالة السياسية والبيئية. يتألف هذا الفريق من مجموعة متعددة التخصصات من المحققين بما في ذلك المهندسون المعماريون والعلماء والفنانون وصناع الأفلام ومطورو البرامج والصحفيون الاستقصائيون وعلماء الآثار والمحامون والعلماء. ويحقق هذا الفريق في انتهاكات حقوق الإنسان المزعومة التي ترتكبها الدول أو الشركات الأمنية، وذلك بالنيابة عن مجموعات المجتمع المدني وتستخدم المجموعة تقنيات معمارية وإعلامية متقدمة للتحقيق في النزاعات المسلحة والتدمير البيئي، بالإضافة إلى الربط بين مجموعة متنوعة من مصادر الأدلة، مثل وسائل الإعلام الجديدة والاستشعار عن بعد وتحليل المواد وشهادات الشهود. يشير مصطلح العمارة الجنائية أيضًا إلى مجال أكاديمي ومجال ممارسة ناشئ تم تطويره في مركز أبحاث الهندسة المعمارية في جولدسميث بجامعة لندن، فيما يتعلق بإنتاج وعرض الأدلة المعمارية المتعلقة بالمباني والبيئات الحضرية وتمثيلاتها الإعلامية.

## التاريخ
تم إنشاء الهندسة المعمارية الجنائية عام 2010 كمشروع بحثي ضمن مركز أبحاث الهندسة المعمارية في جولدسميث بجامعة لندن. طُوّر المشروع كاستجابة للعديد من الظواهر المتقاربة، مثل تحضّر الحرب، وتآكل الثقة في الأدلة فيما يتعلق بجرائم الدولة وانتهاكات حقوق الإنسان، وانتشار وسائل الإعلام مفتوحة المصدر أو حطام الصور، وزيادة استخدام لقطات الهواتف الذكية في توثيق انتهاكات حقوق الإنسان في الصراعات الحضرية، وحاجة المجتمع المدني إلى أن يكون لديه وسائل خاصة لإنتاج الأدلة وتطبيقها في القانون والسياسة والمناصرة. كان المشروع الأول الذي قامت به شركة Forensic Architecture هو التحقيق في مقتل باسم أبو رحمة في قرية بلعين، للمحامي والناشط في حقوق الإنسان ميخائيل سفارد، والذي تم تقديمه في النهاية إلى المحكمة العليا في إسرائيل.
في عام 2011، حصلت مؤسسة Forensic Architecture على تمويل لمدة أربع سنوات من قبل مجلس البحوث الأوروبي. وفي ذلك العام أيضًا بدأ فريق من Forensic Architecture بإجراء تحقيقات في سياسات السلطات الوطنية والدولية الأوروبية فيما يتعلق بالهجرة عبر البحر الأبيض المتوسط. نشر هذا الفريق المسمى بعلم المحيطات الشرعي تقريره الأول في عام 2012، والذي حقق فيه في وفاة ثلاثة وسبعين مهاجرًا تُركوا ينجرفون لمدة أسبوعين داخل منطقة المراقبة البحرية التابعة لحلف شمال الأطلسي.
في عام 2012، قدمت مؤسسة Forensic Architecture تقريرًا إلى اجتماع الدول الأطراف في اتفاقية الأمم المتحدة بشأن بعض الأسلحة التقليدية معينة واستخدام ذخائر الفسفور الأبيض المتفجرة جوًا في البيئات الحضرية. وفيما يتعلق بالهجمات الإسرائيلية على غزة في ديسمبر 2008 ويناير 2009، المعروفة باسم عملية الرصاص المصبوب، في النهاية أدى التقرير إلى اعتراف إسرائيل للمرة الأولى باستخدام مثل هذه الذخائر، ثم إعلانها فيما بعد أن الجيش الإسرائيلي سيتوقف عن استخدام ذخائر الفسفور الأبيض في المناطق المأهولة بالسكان، وفي ذلك العام أيضًا، أجرت الوكالة تحقيقًا مع استوديو SITU ومكتب الصحافة الاستقصائية بعنوان أين تضرب الطائرات بدون طيار، نيابة عن مقرر الأمم المتحدة الخاص المعني بمكافحة الإرهاب وحقوق الإنسان، بن إيمرسون.
في عام 2013، حصل مشروع على الأرض على منحة ثانية من مجلس البحوث الأوروبي لتطوير منصة لتجميع البيانات والتصورات متعددة الوسائط تسمى باترن، والذي يمكّن مستخدميه من جمع ومشاركة التقارير المباشرة عن الأحداث بشكل مجهول وفهم المعلومات من خلال الجمع بين أشكال مختلفة من الوسائط والمعلومات وتصوّرها. تم استخدام هذه الأداة من قبل شركة Forensic Architecture في منصة غزة، وهي خريطة تفاعلية للهجمات التي شنتها القوات الإسرائيلية على غزة في الفترة ما بين 8 يوليو و26 أغسطس عام 2014، والتي تم تطويرها بالشراكة مع منظمة العفو الدولية، وكذلك من قبل منظمات أخرى بما في ذلك ACLED.
في عام 2015، وبالشراكة مع منظمة العفو الدولية، قامت شركة Forensic Architecture بجمع وتحليل لقطات بالهواتف المحمولة لمئات الانفجارات في مدينة رفح بغزة، خلال الجمعة السوداء التي شهدتها المدينة في 1 أغسطس/آب 2014. وذلك من خلال تحليل شكل وحركة السحب المتفجرة، التي تم التقاطها من خلال لقطات بالهاتف المحمول، وقد حدد باحثو Forensic Architecture ورسموا خرائط لمئات الغارات الإسرائيلية على المدينة، وقد كشف التحقيق عن التوجيه العسكري الإسرائيلي المعروف باسم توجيه هانيبال، مما أدى إلى وقفه.
في عام 2016، حصلت العمارة الجنائية على تمويل إضافي من مجلس البحوث الأوروبي. وفي ذلك العام، وبالشراكة مع منظمة العفو الدولية، أجرت شركة Forensic Architecture تحقيقًا في سجن صيدنايا في سوريا، وأجرت مقابلات مع المعتقلين الناجين الذين كانوا معصوبي الأعين أو الذين ظلوا في الظلام طوال معظم السنوات التي قضوها في السجن، وأعادت بناء أبعاد السجن، من خلال عملية مشاهدة الأذن والنمذجة الرقمية.
في عام 2017، أنتجت شركة Forensic Architecture تحقيقًا بالفيديو حول وجود أحد أعضاء أجهزة المخابرات الألمانية في مكان مقتل صاحب مقهى إنترنت تركي عام 2006 على يد النازيين الجدد، أجرت شركة Forensic Architecture تجارب فيزيائية ألقت ظلالاً من الشك على شهادة عميل الخدمة السرية، تمت الإشارة في نهاية المطاف إلى نتائج مقاطع الفيديو والتقارير المكتوبة الخاصة بهم في التحقيقات البرلمانية الفيدرالية وبرلمانية الولايات في ألمانيا، بالإضافة إلى محاكمة أعضاء NSU المتبقين في ميونيخ.
في أبريل 2018، تم الإعلان عن أن شركة Forensic Architecture كانت واحدة من أربعة مرشحين لجائزة تيرنر لعام 2018، عن أعمالهم المتعلقة بمقتل القيعان في أم الحيران في مايو 2018، وبالشراكة مع Bellingcat والصحفيين الفنزويليين، قامت شركة Forensic Architecture بجمع وتوقيت وتحديد موقع ما يقرب من 70 قطعة من الأدلة المتعلقة بمداهمة El Junquito، بما في ذلك مقاطع الفيديو والصور الفوتوغرافية، والتسجيلات الصوتية المسربة لاتصالات الشرطة اللاسلكية والبيانات الرسمية التي تطلب المزيد من المواد، لتحديد ما إذا كان ضابط الشرطة المتمرد أوسكار بيريز ورفاقه كانوا ضحايا عمليات قتل خارج نطاق القضاء من بين الزملاء وطلاب الدكتوراه، الذين كانوا جزءًا من برنامج الهندسة المعمارية الجنائية سوزان شوبلي، وجون بالميسينو، ولورنزو بيزاني، وتشارلز هيلر، المؤسسون المشاركون لمشروع علم المحيطات الشرعي، ولورنس أبو حمدان، وأنسيلم فرانك، وعائشة حميد، وتوماس كينان، وباولو تافاريس، وفرانشيسكو سيبريجوندي، ومعيان أمير، وأرييل كين، وستيفانوس ليفيديس.
في عام 2019، كجزء من بينالي ويتني، أنشأت المجموعة مقطع فيديو ينتقد عضو مجلس أمناء ويتني وارن كاندرس، يوضح الفيديو تورط كاندرز في شركة تنتج الغاز المسيل للدموع المستخدم ضد المتظاهرين الديمقراطيين السلميين في جميع أنحاء العالم، واستقال كاندرس من منصبه كعضو في مجلس إدارة ويتني بعد وقت قصير من افتتاح المعرض.

## المنهجية
تصف العمارة الجنائية عمل الطب الشرعي على أنه يعمل عبر ثلاث مساحات وهي الميدان، والمختبر، والمنتدى، نظرًا لافتقارها إلى امتيازات عملية الطب الشرعي في الدولة والتي تتمثل في الوصول إلى مسرح الجريمة والموارد وسلطة وضع قواعد الأدلة. تستخدم الوكالة الطب الشرعي المضاد، وهي عملية تحويل نظرة الطب الشرعي إلى تصرفات الدولة، ويشمل ذلك العمل في منتديات أو أماكن عامة متعددة، والانخراط في العمليات البرلمانية والقضائية وأيضًا في المتاحف والمعارض الفنية ومحاكم المواطنين ووسائل الإعلام. إن الطرق التي تتأرجح بها التحقيقات التي تجريها العمارة الجنائية بين الدليل القضائي والعمل الفني هي موضوع نقاش نظري مستمر حول الأدلة وعلم الجمال والنقد المؤسسي من الجيل الثالث.
يبدأ FA كل حالة من خلال إجراء بحث من مجموعة من المصادر، بما في ذلك زيارات الموقع، ومسح الليدار، والمساحة التصويرية، والرادار المخترق للأرض، بالإضافة إلى استخدام النماذج الرقمية لتحديد موقع المواد المصدرية ومزامنتها في المكان والزمان. عندما يقوم المواطنون أو الصحفيون أو المشاركون في النزاع بتسجيل الأحداث باستخدام الكاميرات أو الهواتف الذكية، فإنهم يلتقطون أيضًا عن غير قصد كميات هائلة من المعلومات المكانية حول البيئة المباشرة، وعندما يتم تسجيل الموقع من أكثر من زاوية، يوفر التقاطع معلومات حول العمق والحجم. ستكون النماذج المعمارية الناتجة هي الأساس لتحديد وتحريك حركة كل كاميرا، بالإضافة إلى حركة الأبطال في الفضاء.
يقوم اتحاد كرة القدم بإشراك الشهود باستخدام النماذج كمساعدات للذاكرة. غالبًا ما يتم حجب ذكرى الشهود ضحايا أحداث العنف بسبب تجربة العنف الشديد والصدمات النفسية والارتباك العام للحرب. إن تشابك الوساطة والتجسيد يعيد الشاهد إلى مكان وزمان الحادث، مما يساعد على تذكر التفاصيل المنسية سابقًا.

## المعارض
- الطب الشرعي، هاوس دير كولتورين دير فيلت، برلين، 2014؛ مؤسسة بروا، بوينس آيرس، 2015.
- فيلم 77 مترًا مربعًا، 9:26 دقيقة، دوكومنتا 14، كاسل، 2016.
- العمارة الجنائية، نحو جماليات استقصائية، متحف برشلونة للفن المعاصر، 2017، المتحف الجامعي للفن المعاصر، مكسيكو سيتي، 2017.[36]
- التحقيقات المضادة، الهندسة الجنائية، معهد الفنون المعاصرة، لندن، مايو 2018، مجموعة مختارة من مشاريعهم الأخيرة.
- بينالي لندن للتصميم، سبتمبر 2018.[37]
- بينالي ويتني مدينة نيويورك، يوليو 2019.[38]
- مقال فيديو الدراسات السحابية للمناطق الحرج،. مراصد السياسة الأرضية، مركز ZKM للفنون والإعلام كارلسروه، كارلسروه، 2020.[39][40]